# Commissario europeo della Repubblica Ceca
Il commissario europeo della Repubblica ceca è un membro della Commissione europea proposto al Presidente della Commissione dal Governo della Repubblica Ceca.
La Repubblica ceca ha diritto ad un commissario europeo dal 1º maggio 2004, anno della sua adesione all'Unione europea.

## Lista dei commissari europei della Repubblica ceca
| Commissario     | Competenza                                                | Commissione      | Periodo        | Partito                   |
| --------------- | --------------------------------------------------------- | ---------------- | -------------- | ------------------------- |
| Jozef Síkela    | Partenariati internazionali                               | von der Leyen II | 2024-in carica | Indipendente di area STAN |
| Věra Jourová    | Valori e trasparenza (Vicepresidente)                     | von der Leyen I  | 2019-2024      | ANO 2011                  |
| Věra Jourová    | Giustizia, Tutela dei Consumatori e Uguaglianza di Genere | Juncker          | 2014-2019      | ANO 2011                  |
| Štefan Füle     | Allargamento e Politica di Vicinato                       | Barroso II       | 2010-2014      | ČSSD                      |
| Vladimír Špidla | Occupazione, Affari sociali e Pari Opportunità            | Barroso I        | 2004-2010      | ČSSD                      |
| Pavel Telička   | Salute e Tutela dei consumatori                           | Prodi            | 2004           | nessuno                   |